# 香港兒童文學作家
香港過去都被稱為文化沙漠，七十年代的學生除了報紙和“連環圖”（港式漫畫）以外，就只有靠來自台灣和大陸的書本。八十年代，過去一直在華僑日報校園版寫學生故事專欄的何紫老師創立了山邊社，專門出版以香港兒童為對像的讀物。其中最為出名的是三本記載了七十年代香港學生剪影的《四十兒童小說集》、《兒童小說新集》及《兒童小說又集》。另一方面，蘇恩佩女士在創立突破雜誌之後數年，亦出版了一本以高小及初中學生為對象的雜誌《突破少年》。這本雜誌讓當時的學生得以投稿，亦培養了一批新一代的兒童文學作家，包括潘金英、潘明珠姊妹。另外，《星島日報》和《明報》亦相繼設立校園版，畢華流就在這個時候開始投稿《明報》，主要為漫畫及小量小品。君比在《明報》校園版的《Miss 絮語》專欄也是很受學生歡迎，拉近了老師和學生之間的距離。這一班人除了已過世的幾位以外，到現在還不斷為香港的兒童作出貢獻。

## 作家列表
以下為部份香港兒童文學作家的列表：
- 何巧嬋
- 何紫
- 君比
- 周蜜蜜
- 唐巾雄
- 胡燕青
- 嚴吳嬋霞
- 小思
- 林植森
- 潘明珠
- 潘金英
- 畢華流
- 蕭銳志
- 謝立文
- 阿濃
- 陸趙鈞鴻
- 麥家碧
- 賴雪敏
- 宋詒瑞
- 西西
- 韋婭
- 倫文標
- 黄虹堅
- 黃慶雲
- 鄭文仔-人仔叔叔
- 劉鳳鸞

## 外部連結
- 作家網上談 （页面存档备份，存于）